# Arenga (botánica)
Arenga es un género con 24 especies de plantas con flores perteneciente a la familia  de las palmeras (Arecaceae).  Nativas de las regiones tropicales del sur y sudoeste de Asia.

## Descripción
Estas hojas de palma pinnadas de tamaño pequeño a mediano, alcanzando de 2 a 20 metros dependiendo de la especie.

## Uso
La especie Arenga pinnata tiene un lugar especial por su importancia económica.  Es una palmera de tamaño mediano que puede alcanzar una altura de 20 metros de altura, con el tronco cubierto con la base de los pecíolos marchitos. Sus hojas son pinnadas y alcanzan un promedio de 3 m de largo.
La savia de la Arenga pinnata se comercializa en el sudeste de la Asia. Produce un azúcar moren conocida en la India como gur. También puede ser fermentada en vinagre o vino.  La fruta también se utiliza, aunque debe ser preparada antes de su consumo, ya que el jugo y la pulpa son cáusticos. 

## Taxonomía
El género fue descrito por Labill. ex DC. y publicado en Bull. Sci. Soc. Philom. Paris 2: 162. 1800.
Etimología
Arenga: nombre genérico que deriva de aren, nombre común en la Isla de Java para la palma Arenga pinnata. (J. Dransfield, N. Uhl, C. Asmussen, W.J. Baker, M. Harley and C. Lewis. 2008)

## Especies
| - Arenga australasica - Arenga brevipes - Arenga caudata - Arenga distincta - Arenga engleri - Arenga hastata - Arenga hookeriana - Arenga listeri - Arenga longicarpa - Arenga longipes - Arenga micrantha - Arenga microcarpa | - Arenga mindorensis - Arenga nana - Arenga obtusifolia - Arenga pinnata - Arenga plicata - Arenga porphyrocarpa - Arenga retroflorescens - Arenga talamauensis - Arenga tremula - Arenga undulatifolia - Arenga westerhoutii - Arenga wightii |